# نما (سینما)
نما، پلان (به فرانسوی: plan) یا شات (به انگلیسی: shot) کوچکترین جزء معنایی در زبان فیلم است. نما را با کلمه در متن مقایسه می‌کنند.

## تعریف
نما یا پلان یا شات از نظر فنی عبارت است از تصویر یا تصاویری که در یک زمان ممتد کار دوربین یعنی از زمان به کار افتادن دوربین تا متوقف شدن آن روی نوار فیلم ثبت شود.
ریشه‌شناسی واژه شات به روزهای اولیه تولید فیلم با دوربین هندلی دستی بازمی‌گردد. این دوربین قدیمی عملکردی شبیه به مسلسل‌های هندلی زمان خود داشت که با چرخاندن دستگیره یا هندل شلیک می‌کرد. به همین دلیل این کار (فیلمبرداری) به shooting یعنی شلیک و هر نما به shot یعنی گلوله معروف شد.

## زمان
«مدت زمان یک پلان به‌طور معمول یک چهارم ثانیه (۶ کادر) به بالا است. اندازهٔ پلان نرمال حدود ۳۰ ثانیه یا کمی بیشتر است.»

پلان‌هایی با زمان بسیار طولانی هم در تاریخ سینما وجود دارد مانند فیلم طناب هیچکاک که فقط از هفت نما تشکیل شده‌است. یا نمای بسیار طولانی در فیلم حرفه: خبرنگار آنتونیونی یا فیلم کشتی روسی به کارگردانی الکساندر سوکوروف که فقط از یک پلان تشکیل شده‌است و مانند خود فیلم، ۹۶ دقیقه طول می‌کشد. در سینما، برداشت بلند یا نمای بلند (به انگلیسی: Long take) که توسط برخی سکانس‌پلان نیز نامیده می‌شود، به یک پلان می‌گویند که نسبت به یک پلان معمولی دارای مدت زمان بسیار طولانی‌تری است. در واقع برخلاف رسم معمول در سینما که پلان‌ها در مرحله تدوین کات می‌خورند، دربرداشت بلند، صحنه به صورت یک‌تکه فیلم‌برداری می‌شود و در آن هیچ کاتی وجود ندارد. کارگردانان بسیاری در طول تاریخ سینما از برداشت بلند استفاده کرده‌اند که از جمله آن‌ها می‌توان به کنجی میزوگوچی، آندری تارکوفسکی، اینگمار برگمان، بلا تار، تئوآنجلوپلوس و عباس کیارستمی اشاره کرد. 

## انواع نما
نما به دو دسته کلی تقسیم می‌شود.
1. نمای مادر (به انگلیسی: master shot): «نمای مادر فضای عمومی صحنه را در برمی‌گیرد، مثل فضای اتاق، فضای خیابان یا فضای سرسرای هتل.»[۴]
2. نمای خاص (به انگلیسی: specific shot): «نمای خاص بخش خاصی از اتاق، مثلاً در ورودی آن یا جلوی فروشگاه خاصی از خیابان خاصی را نشان می‌دهد.»[۴]

## نگارخانه

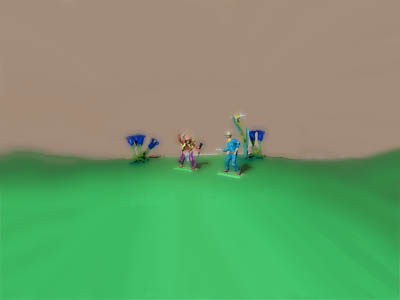
نمای بسیار دور
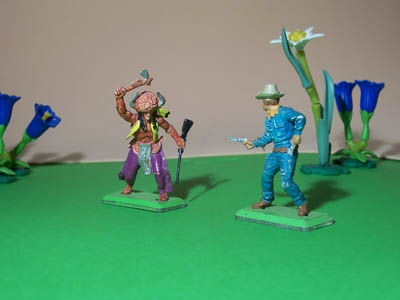
نمای دور
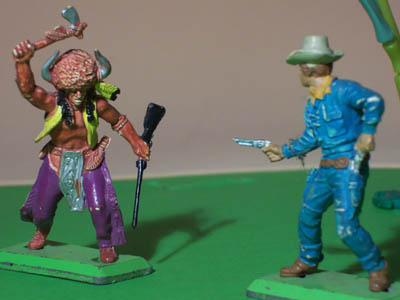
نمای کامل (نمای دور متوسط)
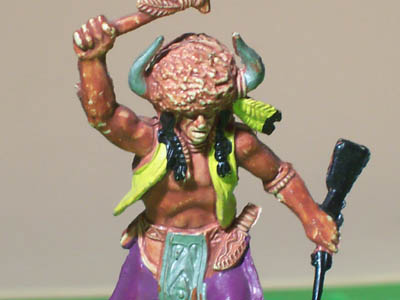
نمای آمریکایی (۳/۴ نما)
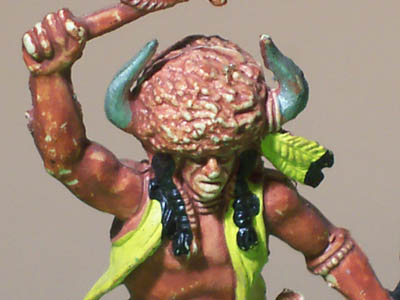
نمای متوسط
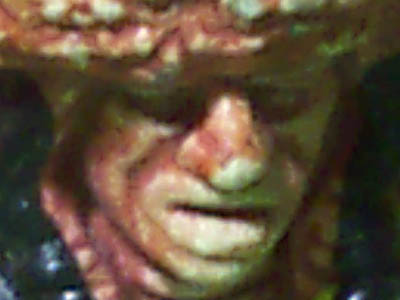
نمای بسته
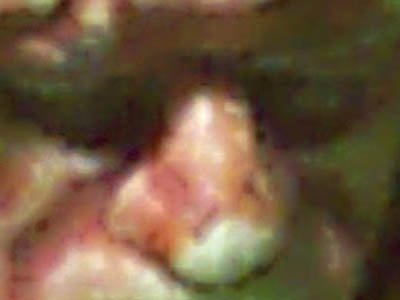
نمای ایتالیایی (نمای بسیار نزدیک)